# Список награждённых Константиновской медалью
Список награждённых Константиновской медалью — полный список, награждённых Золотой Константиновской медалью — высшей наградой Императорского Русского географического общества.
Первоначально медаль была учреждена в 1846—1847 гг. Высочайшим указом 3 декабря 1846 года было повелено внести в одно из государственных учреждений из сумм председателя общества великого князя Константина Николаевича 5000 рублей и проценты с этого капитала ежегодно употреблять на присуждение золотой медали за географические работы. Составление проекта медали было поручено К. В. Чевкину, проекта правил присуждения — на П. Н. Фусса. Проект Фусса, подвергшийся значительным изменениям, и проект Чевкина были утверждёны в феврале 1847 года. Исполнение самой медали затянулось — сначала оно было поручено академику Уткину, который в течение года не смог приступить к работе и заказ был передан Губе. В августе 1848 года Губе умер, не окончив медали и её исполнение было передано Ганеману, также не выполнишего заказ. Только в марте 1849 года медаль была окончена П. Л. Брусницыным. Поэтому первое присуждение награды состоялось только в конце следующего организационного периода — в ноябре 1849 года.
Окончательное положение о медали было утверждено в 1887 году. В 1924—1929 годах называлась: «Высшая награда общества».
Основным условием присуждения было совершение важного географического подвига, сопряжённого с большим трудом или опасностью. Также учитывалась государственная значимость трудов.
Присуждение было прекращено с 1929 года.

## Золотая Константиновская медаль
| Фамилия, Имя и Отчество                        | Год присуждения | Информация о получателе |
| ---------------------------------------------- | --------------- | --- |
| Абих, Герман Вильгельмович 1806—1886           | 1882            | Немецкий геолог, естествоиспытатель и путешественник; один из основоположников геологического изучения Кавказа. Изучал ледники, геологическое строение и полезные ископаемые Кавказа и Ирана. Присуждение медали состоялось за совокупность его трудов по геологии Кавказа.                      |
| Аксаков, Иван Сергеевич 1823—1886              | 1858            | Русский публицист, поэт, общественный деятель, один из лидеров славянофильского движения, написавший «Исследование о торговле на украинских ярмарках». |
| Амундсен, Руаль 1872—1928                      | 1912            | Норвежский полярный путешественник и рекордсмен, первый человек, достигший Южного полюса (14 декабря 1911 года). |
| Андрусов, Николай Иванович 1861—1924           | 1913            | Русский геолог, стратиграф, минералог, палеонтолог, разработавший детальную стратиграфию неогеновых отложений Понто-Каспийской области. |
| Анучин, Дмитрий Николаевич 1843—1923           | 1913            | Русский географ, антрополог, этнограф, археолог; ему принадлежит до 600 трудов по этнической антропологии и антропогенезу, этнографии, первобытной археологии, общей физической географии, страноведению и истории науки. Медаль была присуждена за исследования по уголовной статистике России. |
| Анучин, Евгений Николаевич 1831—1905           | 1868            | Русский статистик. Впервые в российской статистике употребил термин «демография». Осуществил капитальное «Исследование о проценте сосланных в Сибирь. Материалы для уголовной статистики России».                                                                                                |
| Берг, Лев Семёнович 1876—1950                  | 1915            | Русский и советский зоолог и географ; автор почвенной теории образования лёсса. Им составлен капитальный труд «Рыбы пресных вод СССР и сопредельных стран» |
| Богданович, Карл Иванович 1864—1927            | 1901            | Российский и польский путешественник, географ, геолог, этнолог; проводил геологические исследования Сибири и Дальнего Востока. |
| Бэр, Карл Максимович 1792—1876                 | 1861            | Один из основоположников эмбриологии и сравнительной анатомии; один из основателей Русского географического общества. Сформулировал закон образования речных русел. Медаль же была присуждена за исследования Каспийского рыболовства.                                                           |
| Бялыницкий-Бируля, Алексей Андреевич 1864—1937 | 1924            | Русский и советский зоолог, принимавший участие в полярных экспедициях. |
| Васильев, Василий Павлович 1818—1900           | 1870            | Русский учёный-синолог, буддолог, санскритолог. Он впервые в российской науке предпринял попытку систематического изложения истории развития буддийской мысли. Награждён за сочинение «Буддизм, его догматы, история и литература».                                                              |
| Веселовский, Александр Николаевич 1838—1906    | 1893            | Русский филолог, историк и теоретик литературы. Совершил ряд открытий в области обнаружения и изучения фольклорных и литературных памятников. |
| Веселовский, Константин Степанович 1819—1901   | 1858            | Русский экономист. Присуждена за сочинение «О климате России» (СПб., 1857). |
| Вилькицкий, Борис Андреевич 1885—1961          | 1914            | Русский морской офицер, гидрограф, геодезист, исследователь Арктики. Начальник гидрографической экспедиции (1913), открывшей Северную Землю. |
| Вильсон, Иван Иванович 1836—1914               | 1871            | Русский статистик. Медаль присуждена за «Объяснение к хозяйственно-статистическому атласу Европейской России». |
| Витрам, Фёдор Фёдорович 1855—1916              | 1906            | Русский астроном и геодезист. |
| Воейков, Александр Иванович 1842—1916          | 1884            | Русский метеоролог, климатолог и географ. Отмечен труд «Климаты земного шара, в особенности России». |
| Гельмерсен, Григорий Петрович 1803—1885        | 1865            | Создатель русской школы геологической картографии. Медаль присуждена за его геологическую карту и многолетние геологические исследования России. |
| Гофман, Эрнест Карлович 1801—1871              | 1849            | Российский геолог, географ, путешественник; исследователь Урала. |
| Грошев, Александр Измаилович ?                 | 1907            | |
| Грумм-Гржимайло, Григорий Ефимович 1860—1936   | 1907            | Русский путешественник, географ и зоолог; исследователь Азии. |
| Гурт, Яков Иванович 1839—1906                  | 1904            | Этнограф, исследователь фольклора эстов. |
| Даль, Владимир Иванович 1801—1872              | 1863            | Русский писатель и лексикограф, составивший фундаментальный «Толковый словарь живого великорусского языка». |
| Данилевский, Николай Яковлевич 1822—1885       | 1866            | Русский социолог, культуролог, публицист и естествоиспытатель; идеолог панславизма. Был награждён за его исследования на Азовском море и предшествующие труды в Каспийской экспедиции. |
| Захаров, Иван Ильич 1816—1885                  | 1877            | Русский дипломат. награждён за составление «Полного маньчжурско-русского словаря» (1875). |
| Ивашинцов, Николай Алексеевич 1819—1871        | 1864            | Русский контр-адмирал, гидрограф, исследователь Каспийского моря. |
| Карпинский, Алексей Петрович 1845—1920         | 1892            | [уточнить] |
| Кеппен, Пётр Иванович 1793—1864                | 1853            | Русский историк, географ, этнограф и статистик; составитель этнографической карты Европейской России (издана в 1851 году). |
| Книпович, Николай Михайлович 1862—1939         | 1924            | Российский и советский зоолог и гидролог; исследователь течений Чёрного моря. |
| Козлов, Пётр Кузьмич 1863—1935                 | 1902            | Русский исследователь Монголии и Тибета. |
| Колчак, Александр Васильевич 1874—1920         | 1905            | Русский ученый-океанограф, участник ряда полярных экспедиций 1900—1909 годов. |
| Крылов, Порфирий Никитич 1850—1931             | 1928            | Российский и советский ботаник, флорист, один из основоположников учения о растительных сообществах — фитосоциологии. |
| Куторга, Степан Семёнович 1805—1861            | 1852            | Русский зоолог и минералог; составитель «Геологической карты Санкт-Петербургской губернии». |
| Лебедев, Михаил Николаевич 1841—1892           | 1888            | Русский геодезист. |
| Лемм, Бурхард Фридрихович 1802—1872            | 1850            | Геодезист; проводил астрономические работы и съемки в Псковской, Новгородской, Витебской, Санкт-Петербургской и других губерниях России. |
| Манганари, Михаил Павлович 1804—1887           | 1854            | Русский гидрограф, адмирал. Составитель морских карт Мраморного моря и исследователь гидрографии Чёрного моря. Составил первую лоцию Мраморного моря, за которую получил медаль. |
| Миддендорф, Александр Фёдорович 1815—1894      | 1861            | Российский путешественник, географ, ботаник; основоположник мерзлотоведения: сформулировал т. н. «Закон Миддендорфа». |
| Мушкетов, Иван Васильевич 1850—1902            | 1880            | Русский геолог и географ. Проводил геологические изыскания на Урале, на Кавказе, а также в Туркестане, что и было отмечено медалью общества. |
| Нансен, Фритьоф 1861—1930                      | 1907            | Норвежский полярный исследователь. |
| Неволин, Константин Алексеевич 1806—1855       | 1851            | Русский историк и правовед; один из первых исследователей документов Водской пятины. |
| Никитин, Сергей Николаевич 1851—1909           | 1894            | Русский геолог, гидрогеолог и палеонтолог. |
| Норденшельд, Адольф Эрик 1832—1901             | 1878            | Шведский (финский) геолог и географ, исследователь Арктики, мореплаватель, историко-картограф. Первым прошёл по Северному морскому пути из Атлантики в Тихий океан, что и было отмечено присуждением медали.                                                                                     |
| Обручев, Владимир Афанасьевич 1863—1956        | 1900            | Русский геолог, палеонтолог, географ; исследователь геологии Сибири, Центральной и Средней Азии. |
| Пандер, Христиан Иванович 1794—1865            | 1856            | Русский естествоиспытатель, считающийся одним из отцов русской палеонтологии. |
| Певцов, Михаил Васильевич 1843—1902            | 1891            | Русский путешественник по Восточному Туркестану, Северному Тибету и Чжунгарии; генерал-майор. |
| Позднеев, Алексей Матвеевич 1851—1920          | 1899            | Русский исследователь Китая и Монголии. |
| Потанин, Григорий Николаевич 1835—1920         | 1886            | Русский географ, этнограф, публицист, фольклорист, ботаник, один из основателей сибирского областничества. |
| Потебня, Александр Афанасьевич 1835—1891       | 1890            | Русский языковед, создатель харьковской лингвистической школы; проводил исследования в области этнопсихологии. |
| Пржевальский, Николай Михайлович 1839—1888     | 1874            | Русский путешественник и натуралист, исследователь Центральной Азии. Награждён за его научные и географические открытия во время путешествий. |
| Радде, Густав Иванович 1831—1903               | 1898            | Русский географ и натуралист. |
| Роборовский, Всеволод Иванович 1856—1910       | 1897            | Русский исследователь Центральной Азии. |
| Ровинский, Павел Аполлонович 1831—1916         | 1912            | Русский историк-славист, этнограф и публицист. |
| Романовский, Геннадий Данилович 1830—1906      | 1887            | Русский исследователь месторождений полезных ископаемых Европейской России, а также геологии и палеонтологии Туркестана. |
| Рыкачев, Михаил Александрович 1840—1919        | 1895            | Русский метеоролог, директор Главной физической обсерватории. |
| Северцов, Николай Алексеевич 1827—1885         | 1883            | Русский зоолог и путешественник. Были отмечены его исследования в Средней Азии. |
| Слудский, Фёдор Алексеевич 1841—1897           | 1890            | Русский математик и механик, основоположник российской геофизики. |
| Стебницкий, Иероним Иванович 1832—1897         | 1872            | Русский геодезист, возглавлял обширные астрономо-геодезические работы на Кавказе, в Персии, Турции, в Закаспийском крае; начальник Корпуса военных топографов. Медаль присуждена за труд «Об отклонениях отвесной линии притяжением Кавказских гор».                                             |
| Стрельбицкий, Иван Афанасьевич 1828—1900       | 1875            | Русский геодезист и картограф, генерал от инфантерии. Медаль присуждена за исследование «Исчисление поверхности Российской империи в общем её составе в царствование императора Александра II».                                                                                                  |
| Струве, Василий Яковлевич 1793—1864            | 1862            | Русский астроном; участвовал в работах по проведению градусного измерения дуги меридиана на огромном пространстве от побережья Ледовитого океана до устья Дуная с целью определения формы и размеров Земли.                                                                                      |
| Сукачёв, Владимир Николаевич 1880—1967         | 1929            | Российский, советский геоботаник, лесовод, географ. |
| Танфильев, Гавриил Иванович 1857—1928          | 1926            | Русский и советский ботаник, почвовед и географ. |
| Тенгоборский, Людвиг Валерианович 1793—1857    | 1856            | Экономист и статистик и государственный деятель. Автор сочинения «Essai sur les forces productives de la Russie» («О производительных силах России»). |
| Уваров, Алексей Сергеевич 1825—1884            | 1873            | Русский археолог. Медаль присуждена за исследование «Меряне и их быт по курганным равнинам» |
| Ходзько, Иосиф Иванович 1800—1881              | 1868            | Военный геодезист, географ и картограф; генерал-лейтенант. Отмечен медалью за многолетние труды по картографии Кавказа. |
| Чернышёв, Феодосий Николаевич 1839—1888        | 1896            | Русский геолог и палеонтолог; разработал стратиграфию палеозойских отложений Урала, которая использовалась и для работ на Алтае, в Арктике и Средней Азии. |
| Шарнгорст, Константин Васильевич 1846—1908     | 1876            | Военный геодезист; генерал-лейтенант. Медаль присуждена за труды по определению разности долгот по телеграфу. |
| Шварц, Людвиг Эдуардович 1822—1894             | 1859            | Русский астроном; один из пионеров картографирования территории Забайкалья и Приамурья, провёл маршрутную съёмку всего течения Амура. |
| Шеклтон, Эрнест 1874—1922                      | 1909            | Англо-ирландский исследователь Антарктики, участник четырёх антарктических экспедиций, тремя из которых командовал. |
| Шмидт, Фёдор Богданович 1832—1908              | 1903            | Русский геолог, ботаник и палеонтолог. |
| Шренк, Леопольд Иванович 1826—1894             | 1869            | Российский зоолог, геолог и этнолог. Медаль присуждена за его очерки физической географии Японского моря и многолетние труды в бассейне Амура. |
| Юргенс, Николай Данилович 1847—1898            | 1885            | Русский морской офицер, гидрограф. В 1882—1883 гг. был начальником русской станции на острове Сагастырь (Усть-Ленская полярная станция) и эта его деятельность была отмечена медалью. |
| Янсон, Юлий Эдуардович 1835—1893               | 1880            | Российский экономист и статистик. Медаль была присуждена за сочинение «Сравнительная статистика России и западно-европейских государств». |

## Памятная Константиновская медаль
Памятная медаль-копия с таким же названием — «Константиновская медаль» была вручена:
- 2010 — Дроздов, Николай Николаевич
- 2011 — Котляков, Владимир Михайлович.